# アラビア語ドファール方言
アラビア語ドファール方言は、アラビア語の口語（アーンミーヤ）のひとつで、半島方言に分類される言語。ゾファール方言、ズファール方言とも呼ばれる。主にオマーンのドファール特別行政区で話されている。この方言の代表都市としてあげられるのは、サラーラである。

アラビア語の口語（アーンミーヤ）の方言地図